# Л. П. Скосичи (Мачерата)
Л. П. Скосичи (итал. L. P. Scossicci) насеље је у Италији у округу Мачерата, региону Марке.
Према процени из 2011. у насељу је живело 9 становника. Насеље се налази на надморској висини од 9 м.